# یواس‌اس هارادن (دی‌دی-۱۸۳)
یواس‌اس هارادن (دی‌دی-۱۸۳) (به انگلیسی: USS Haraden (DD-183)) یک کشتی بود که طول آن ۹۵٫۸۳ متر (۳۱۴٫۴ فوت) بود. این کشتی در سال ۱۹۱۸ ساخته شد.